# Лёгочный сурфактант
Сурфакта́нт (от англ. surface active agent — «поверхностно-активное вещество», также может употребляться под названиями антиателектатический фактор, поверхностно-активный фактор) — смесь поверхностно-активных веществ, выстилающая лёгочные альвеолы и бронхиальное дерево изнутри (то есть находящаяся на границе воздух-жидкость). Препятствует спадению (слипанию) стенок альвеол при дыхании за счёт снижения поверхностного натяжения плёнки тканевой жидкости, покрывающей альвеолярный эпителий. Сурфактант секретируется специальной разновидностью альвеолоцитов II типа из компонентов плазмы крови.

## Состав

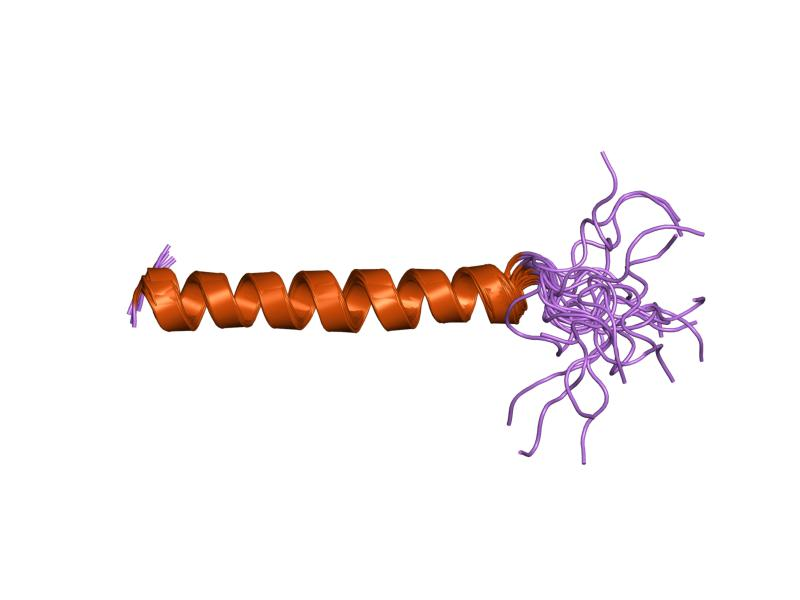
SP-С (surfactant-associated polypeptide C) — поверхностно-активный белок C, один из сурфактант-ассоциированных белков клеточной мембраны (наряду с Поверхностно-активный белок AПоверхностно-активный белок BПоверхностно-активный белок D)

Состоит из липидов (преимущественно фосфолипидов) и белков.
Состав лёгочного сурфактанта:
| Фосфолипиды — 85 %                                | % фосфолипидов |
| ------------------------------------------------- | -------------- |
| Фосфатидилхолин:                                  | 7,3            |
| • дипальмитоилфосфатидилхолин                     | 47,0           |
| • ненасыщенный фосфатидилхолин                    | 29,3           |
| Фосфатидилглицерол                                | 11,6           |
| Фосфатидилинозитол                                | 3,9            |
| Фосфатидилэтаноламин                              | 3,3            |
| Сфингомиелин                                      | 1,5            |
| Другие                                            | 3,4            |
| Нейтральные липиды — 5 %                          |                |
| Холестерол, свободные жирные кислоты              |                |
| Белки — 10 %                                      |                |
| Сурфактантный белок А                             | ++++           |
| Сурфактантный белок В                             | +              |
| Сурфактантный белок С                             | +              |
| Сурфактантный белок D                             | ++             |
| Другие                                            |                |
| Точный состав белков сурфактанта пока не известен |                |

## Свойства
Сурфактант синтезируется и секретируется пневмоцитами (альвеолоцитами)(эпителиоциты) II типа. За счёт поверхностно-активного натяжения сурфактант понижает поверхностное натяжение в альвеоле, предупреждая её «спадение». Сурфактант также имеет защитное действие. Высокие поверхностно-активные свойства сурфактанта объясняются присутствием в нём дипальмитоилфосфатидилхолина, который образуется в лёгких доношенного плода непосредственно перед родами.
Система сурфактантов у недоношенных детей не развита, что может привести к развитию респираторного дистресс-синдрома новорождённых. Система сурфактанта может повреждаться и у взрослых при травмах, в том числе химических и термических, а также при некоторых вирусных заболеваниях. В связи с этим разработаны методы сурфактантзаменительной терапии

## Строение
Располагающийся на поверхности альвеолярного эпителия сурфактант включает 2 фазы:

### Гипофаза
Нижняя, состоит из тубулярного миелина, имеющего решетчатый вид и сглаживающего неровности эпителия.

### Апофаза
Поверхностная мономолекулярная плёнка фосфолипидов, обращённая в полость альвеолы гидрофобными участками.

## Функции
1. Уменьшение поверхностного натяжения плёнки тканевой жидкости, покрывающей альвеолярный эпителий, что способствует расправлению альвеол и препятствует слипанию их стенок при дыхании.
2. Бактерицидная.
3. Иммуномодулирующая.
4. Стимуляция активности альвеолярных макрофагов.
5. Формирование противоотёчного барьера, который предупреждает проникновение жидкости в просвет альвеол из интерстиция.

## Искусственные препараты
См. также Препараты сурфактанта, en:Surfactant therapy

## Патологии
См. также en:Surfactant metabolism dysfunction